# Max Minsky i ja
Max Minsky i ja (niem. Max Minsky und Ich, 2007) – niemiecki film familijny w reżyserii Anny Justice. Film w Polsce emitowany jest za pośrednictwem kanału ZigZap.

## Opis fabuły
Nelly Sue Edelmeister (Zoe Moore) mieszka wraz z rodzicami w Berlinie. Uwielbia astronomię i wszystko co jest z tym związane. Jej miłością jest luksemburski książę Eduard (Kay Becker). Dziewczyna gdy dowiaduje się, że drużyna koszykarska z jej szkoły została zaproszona przez księcia na rozgrywki do Luksemburga, postanawia dostać się do tej drużyny. Zawiera umowę z Maxem (Emil Reinke) w zamian za odrabianie lekcji on nauczy ją grać w koszykówkę.

## Obsada
- Zoe Moore jako Nelly Sue Edelmeister
- Emil Reinke jako Max Minsky
- Adriana Altaras jako Lucy Bloom Edelmeister
- Jan Josef Liefers jako Benny Edelmeister
- Monica Bleibtreu jako Risa Ginsberg
- Susanna Simon jako Melissa Minsky
- Rosemarie Fendel jako Frau Goldfarb
- Hildegard Alex jako Frau Lewi
- Wladimir Tarasjanz jako Wladimir Kasarov
- Ralph Misske jako Schuldirektor
- Kay Becker jako Prinz Edouard
- Carina N. Wiese jako Sportlehrerin
- Maxime Foerste jako Yvonne König
- Geraldine Raths jako Nicole
- Laura Berking jako Caroline